# 大津地域センター
大津地域センター（おおつちいきせんたー）は、農林水産省の地方支分部局である近畿農政局（京都市）の出先機関。
2011年9月1日施行の「農林水産省設置法の一部を改正する法律」によって滋賀農政事務所が廃止され、代わりに東近江地域センターとともに設置された。

## 組織
農政事務所廃止に伴い近畿農政局が直接所管するようになった地域センター。
- 所在地：滋賀県大津市京町3-1-1[3]
- 管轄区域[3]：大津市、草津市、守山市、栗東市、甲賀市、野洲市、湖南市、高島市

## 管内事務所
- 野洲川沿岸農地防災事業所（甲賀市水口町暁）